# شیب محیطی

تغییر در میانگین بارندگی سالانه در یک محدوده تعریف‌شده (در اینجا، آفریقا) می‌تواند یک شیب محیطی ایجاد کند.

شیب محیطی یا گرادیان محیطی (به انگلیسی: Environmental gradient) یا گرادیان آب‌وهوایی، تغییر در عوامل غیرزنده از طریق فضا (یا زمان) است. شیب‌های محیطی را می‌توان به عواملی مانند ارتفاع، عمق، دما، رطوبت خاک و بارندگی مرتبط دانست. اغلب، تعداد زیادی از عوامل زنده ارتباط نزدیکی با این شیب‌ها دارند. در نتیجه، تغییر در یک گرادیان محیطی، عواملی مانند فراوانی گونه‌ها، تراکم جمعیت، ریخت‌شناسی، تولید اولیه، شکار و سازگاری محلی ممکن است تحت‌تاثیر قرار گیرند.